# Parcul Copiilor Ion Creangă
Parcul Copiilor Ion Creangă (deutsch: Kinderpark Ion Creangă) ist ein Park im Bezirk Cetate in Timișoara. Er wurde 1891 angelegt und erstreckt sich zwischen der Michelangelo-Brücke und der Decebal-Brücke entlang der Bega.

## Beschreibung
Ein Vorläufer des Parks wurde 1858 angelegt, ursprünglich handelte es sich dabei um eine ovale Eisbahn, ungarisch Korczolya egylet, die in eine dreieckige Grünanlage nördlich der damaligen Verbindungsstraße in die Fabrikstadt eingebettet war. Sie lag im Bereich der Einmündung der Strada Nicu Filipescu in den Bulevardul Revoluței 1989 und war somit nicht Teil des heutigen Parkgeländes. 
1891 entstand anlässlich der „Universalausstellung für Industrie und Landwirtschaft“ schließlich, südlich der Verbindungsstraße in die Fabrikstadt, die heutige Parkanlage. Sie bildete damals noch mit dem benachbarten Rosenpark sowie der Eisbahn eine Einheit und wurde zu Ehren des österreichischen Kaisers anfangs Franz-Joseph-Park genannt. Die über neun Hektar große Anlage ermöglichte die Verbindung zwischen dem heutigen Parcul Regina Maria und der Inneren Stadt. 
Zunächst entfiel 1909 die Eisbahn durch die Errichtung des heutigen Bulevardul Revoluței 1989. Nach dem Ersten Weltkrieg wurde dann der nordöstliche Teil des Franz-Joseph-Parks durch den Bau des heutigen Bulevardul Michelangelo vom Rosenpark abgetrennt und neu gestaltet. Der hier behandelte Teil hieß fortan Parcul Mihai Eminescu und wurde schließlich 1951 zu einem Kinderpark umgewidmet. Dieser hieß zunächst Parcul Pionierilor („Pionierpark“), in Anlehnung an die zwei Jahre zuvor gegründete sozialistische Massenorganisation Organizaţia Pionierilor. Nach der Revolution von 1989 hieß er zunächst Parcul Copiilor („Kinderpark“), bevor er schließlich 2006 den Namenszusatz „Ion Creangă“ erhielt.
Der Kinderpark wurde von 2006 bis 2012 für zwei Millionen Euro von einer deutschen Firma komplett neu gestaltet und ausgestattet. Die Neueröffnung fand anlässlich des Internationalen Kindertags am 1. Juni 2012 statt. Der Park ist in 23 Themenbereiche nach Altersgruppen unterteilt. Der Märchenwald, das Land der Riesen, das Land der Liliputaner, das Indianerland, der dunkle Wald oder Schneewittchen und die sieben Zwerge sind nur einige davon. Die elektrische Bahn aber auch kleine von Ponys gezogene Kutschen sind bei den Kindern sehr beliebt. Auch die kleine Freilichtbühne wurde renoviert und vergrößert. Hier finden regelmäßig Kindershows und Puppentheater-Aufführungen statt. Das Wasser- und Kanalisationsnetz wurde erneuert, ebenso die Alleen und Grünflächenneu neu angelegt. Am Bega-Ufer entstanden eine Konditorei, ein Café sowie ein Schiffsanleger. Ebenso beliebt sind das Karussell, das Freiluftschach, die Diavorträge oder die Kletterburg.